# FC Locomotive Tbilisi
El FC Locomotive Tbilisi (en georgiano: ლოკომოტივი თბილისი) es un club de fútbol con sede en la capital de Georgia, Tiflis. Durante la existencia de la Unión Soviética, el club era una parte de la Sociedad Deportiva Voluntaria Lokomotiv y en la actualidad tiene fuertes conexiones con los Ferrocarriles de Georgia. Actualmente compite en la Erovnuli Liga 2.

## Historia
El club fue fundado el 14 de agosto de 1936. En 1968 debutó con el equipo el extremo David Kipiani, uno de los futbolistas más talentosos de la historia de Georgia. Volvió al club para jugar una temporada más en 1979.
En 1993, se fusionó con el Lokomotivi Merani y formó el Merani-Bacho Tbilisi. En 1996 el club empezó a utilizar el nombre actual.

## Palmarés

### Era Soviética
- Liga de la RSS Georgia: 2

1937, 1945

### Era Independiente
- Copa de Georgia: 2000, 2002, 2005.

## Participación en competiciones de la UEFA
| Temporada | Torneo             | Ronda             | Club                  | Casa | Visita | Global  |
| --------- | ------------------ | ----------------- | --------------------- | ---- | ------ | ------- |
| 1999–00   | UEFA Cup           | Clasificatoria    | Linfield              | 1–0  | 1–1    | 2-1     |
| 1999–00   | UEFA Cup           | 1                 | PAOK                  | 0–7  | 0–2    | 0-9     |
| 2000–01   | UEFA Cup           | Clasificatoria    | Slovan                | 0–2  | 0–2    | 0-4     |
| 2001–02   | UEFA Cup           | Clasificatoria    | Birkirkara            | 1–1  | 0–0    | 1-1 (a) |
| 2002–03   | UEFA Cup           | Clasificatoria    | Copenhagen            | 1–4  | 1–3    | 2-7     |
| 2005–06   | UEFA Cup           | 1                 | Banants               | 0–2  | 3–2    | 3-4     |
| 2008      | UEFA Intertoto Cup | 1                 | Etzella               | 2–2  | 0–0    | 2-2 (a) |
| 2020–21   | UEFA Europa League | 1ª Clasificatoria | Universitatea Craiova | 2–1  | –      | 2–1     |
| 2020–21   | UEFA Europa League | 2ª Clasificatoria | Dinamo Moscú          | 2–1  | –      | 2–1     |
| 2020–21   | UEFA Europa League | 3ª Clasificatoria | Granada               | –    | 0–2    | 0–2     |

## Jugadores

### Jugadores destacados
- Islom Inomov
- Levan Kenia
- Ramon de Anhaia
- Juan Diego González-Vigil
- Rafael Gallardo
- Ryan Salazar
- Diego Nalvarte
- Federico Abal
- Nana Eshun
- Aleksandre Tsivtsivadze